# James Beadle
James Giles Beadle (* 16. července 2004) je anglický profesionální fotbalista, který hraje na pozici brankáře za klub Sheffield Wednesday FC, kde je na hostování z klubu Brighton & Hove Albion FC.

## Klubová kariéra

### Brighton & Hove Albion
Narodil se v Londýně a hrál mládežnický fotbal za Charlton Athletic a Brighton & Hove Albion, než s nimi podepsal profesionální smlouvu.

#### Hostování v Crewe Alexandra
Beadle se v lednu 2023 přesunul z Brightonu na hostování do klubu League Two Crewe Alexandra. Svůj seniorský debut si odbyl 21. února 2023 při bezbrankové remíze Crewe na hřišti Walsallu. Během svého devátého vystoupení v dresu Crewe, 10. dubna 2023 na hřišti Colchesteru United, si Beadle poranil kotník a následně se vrátil do Brightonu.

#### Hostování v Oxfordu United
V červnu 2023 bylo oznámeno, že se Beadle 1. července 2023 připojí na hostování do Oxfordu United v League One. Svůj debut si odbyl 5. srpna během úvodního víkendu sezóny.

#### Hostování ve Sheffieldu Wednesday
Dne 8. ledna 2024 byl odvolán z hostování v Oxfordu United a poté se připojil ke klubu Sheffield Wednesday na hostování na zbytek sezóny. Svůj debut si odbyl 20. ledna při porážce 2:1 s Coventry City.
Dne 4. července 2024 se Beadle vrátil do Sheffieldu Wednesday na další sezónní hostování. Svůj druhý debut si odbyl 11. srpna 2024 proti Plymouthu Argyle. Zápas skončil vítězstvím 4:0.

## Reprezentační kariéra
Beadle hrál za Anglii v mládežnických kategoriích do 15, 16 a 18 let. V září 2022 reprezentoval také tým do 19 let.
Dne 10. května 2023 byl Beadle zařazen do anglického týmu pro Mistrovství světa ve fotbale hráčů do 20 let 2023. Svůj debut v reprezentaci do 20 let si odbyl 28. května 2023 při remíze 0:0 s Irákem.
Dne 9. září 2024 debutoval v anglické reprezentaci do 21 let při výhře 4:1 nad Rakouskem na Kenilworth Road.

## Statistiky

### Klubové
Platí k zápasu hranému 26. listopadu 2024.
| Klub                            | Sezóna            | Liga              | Liga   | Liga | Národní pohár | Národní pohár | Ligový pohár | Ligový pohár | Ostatní | Ostatní | Celkově | Celkově |
| Klub                            | Sezóna            | Soutěž            | Zápasy | Góly | Zápasy        | Góly          | Zápasy       | Góly         | Zápasy  | Góly    | Zápasy  | Góly    |
| ------------------------------- | ----------------- | ----------------- | ------ | ---- | ------------- | ------------- | ------------ | ------------ | ------- | ------- | ------- | ------- |
| Brighton U21                    | 2022/23           | Premier League 2  |        |      |               |               |              |              | 3       | 0       | 3       | 0       |
| Brighton & Hove Albion          | 2022/23           | Premier League    | 0      | 0    | 0             | 0             | 0            | 0            | 0       | 0       | 0       | 0       |
| Brighton & Hove Albion          | 2023/24           | Premier League    | 0      | 0    | 0             | 0             | 0            | 0            | 0       | 0       | 0       | 0       |
| Brighton & Hove Albion          | 2024/25           | Premier League    | 0      | 0    | 0             | 0             | 0            | 0            | 0       | 0       | 0       | 0       |
| Brighton & Hove Albion          | Celkově           | Celkově           | 0      | 0    | 0             | 0             | 0            | 0            | 0       | 0       | 0       | 0       |
| Crewe Alexandra (hostování)     | 2022/23           | EFL League Two    | 9      | 0    | 0             | 0             | 0            | 0            | —       | —       | 9       | 0       |
| Oxford United (hostování)       | 2023/24           | EFL League One    | 25     | 0    | 1             | 0             | 1            | 0            | 1       | 0       | 28      | 0       |
| Sheffield Wednesday (hostování) | 2023/24           | EFL Championship  | 19     | 0    | 0             | 0             | 0            | 0            | —       | —       | 19      | 0       |
| Sheffield Wednesday (hostování) | 2024/25           | EFL Championship  | 17     | 0    | 0             | 0             | 0            | 0            | —       | —       | 17      | 0       |
| Celkově v kariéře               | Celkově v kariéře | Celkově v kariéře | 70     | 0    | 1             | 0             | 1            | 0            | 4       | 0       | 76      | 0       |